# Нортфілд (переписна місцевість, Массачусетс)
Нортфілд (англ. Northfield) — переписна місцевість (CDP) в США, в окрузі Франклін штату Массачусетс. Населення — 1051 особа (2020).

## Географія
Нортфілд розташований за координатами 42°42′50″ пн. ш. 72°25′22″ зх. д. / 42.71389° пн. ш. 72.42278° зх. д. (42.713885, -72.422825).  За даними Бюро перепису населення США в 2010 році переписна місцевість мала площу 11,60 км², з яких 11,56 км² — суходіл та 0,05 км² — водойми.

## Демографія
Згідно з переписом 2010 року, у переписній місцевості мешкало 1089 осіб у 483 домогосподарствах у складі 295 родин. Густота населення становила 94 особи/км².  Було 600 помешкань (52/км²).
Расовий склад населення:
| - 98,0 % — білих - 0,4 % — корінних американців - 0,4 % — азіатів - 0,1 % — чорних або афроамериканців |

До двох чи більше рас належало 1,0 %. Частка іспаномовних становила 0,8 % від усіх жителів.
За віковим діапазоном населення розподілялося таким чином: 20,7 % — особи молодші 18 років, 62,7 % — особи у віці 18—64 років, 16,6 % — особи у віці 65 років та старші. Медіана віку мешканця становила 46,1 року. На 100 осіб жіночої статі у переписній місцевості припадало 87,1 чоловіків;  на 100 жінок у віці від 18 років та старших — 86,2 чоловіків також старших 18 років.
Середній дохід на одне домашнє господарство  становив 63 962 долари США (медіана — 50 278), а середній дохід на одну сім'ю — 83 661 долар (медіана — 66 111). Медіана доходів становила 52 083 долари для чоловіків та 53 750 доларів для жінок. За межею бідності перебувало 7,4 % осіб, у тому числі 3,3 % дітей у віці до 18 років та 8,8 % осіб у віці 65 років та старших.
Цивільне працевлаштоване населення становило 580 осіб. Основні галузі зайнятості: освіта, охорона здоров'я та соціальна допомога — 46,2 %, будівництво — 12,8 %, науковці, спеціалісти, менеджери — 6,9 %, мистецтво, розваги та відпочинок — 5,7 %.